# 王文韶

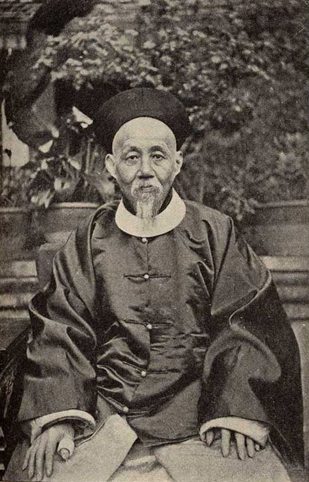
王文韶

王 文韶（おう ぶんしょう、Wang Wenshao、1830年 - 1908年12月31日）は、清末の官僚。字は夔石、号は耕娯または賡虞、晩年は退圃と号した。浙江省杭州府仁和県の出身。洋務運動を推進した。

## 来歴
咸豊8年（1858年）、進士となり戸部主事の職を授かった。後に郎中、湖北省安襄鄖荊道となる。ここで才幹を左宗棠と李鴻章に認められ、湖北按察使に推薦され、さらに湖北布政使となった。同治10年（1871年）には湖南巡撫代理となり、兵部侍郎や礼部侍郎を歴任、光緒15年（1889年）に雲貴総督となった。
日清戦争後の光緒21年（1895年）に責任を問われ失脚した李鴻章の後任の直隷総督・北洋通商大臣となり、李鴻章の推進した洋務運動を継続した。在任中に余剰兵力の整理、水師学堂・武備学堂の創設、水運輸送に関する弊害の除去、鉱山の開山、京漢鉄道の建設などの事業を行っている（ただし、李鴻章が作り上げた淮軍は胡燏棻が解散して定武軍に再編成した）。また北洋大学堂・鉄路学堂・育才館・俄文館の設立を上奏して認められている。光緒24年（1898年）に軍機大臣となり、戸部尚書・協弁大学士も兼ねた。
光緒26年（1900年）、義和団の乱の際は外国を挑発することには反対の立場をとった。北京陥落後には軍機大臣としてただ1人西太后・光緒帝ら帝室が西安に避難するのに随行したため体仁閣大学士に昇進した。後に外務部会弁大臣・全権大臣・政務処大臣・督弁路砿大臣を歴任し、文淵閣大学士、武英殿大学士を授かっている。死後、文勤の諡号を贈られた。
著作には『王文勤公全集』『王文韶日記』などがある。